# Boeing 2707
O Boeing 2707 foi desenvolvido como o primeiro avião supersônico comercial de linha aérea dos Estados Unidos. Após ganhar um concurso, lançado pelo então Presidente John Kennedy, para construir o primeiro supersônico (Mach 3) dos  Estados Unidos a fim de concorrer e superar o supersônico Concorde europeu, a construtora aeronáutica Boeing iniciou o desenvolvimento em suas instalações em Seattle, Washington. Tinha asas enflechadas, com geometria variável. Os altos custos, problemas de engenharia devidos ao alto peso total da aeronave, mercado indefinido e grande nível de burocracia para a construção e operação de aeronaves deste tipo levaram ao cancelamento do projeto em 1971, antes da conclusão dos protótipos.

## Especificações (2707-200)
Dados de: [carece de fontes?]
Descrições gerais
- Capacidade: 34 000 kg (75 000 lb) de carga útil e 277 passageiros
- Comprimento: 93,27 m (310 ft)
- Envergadura: 54,97 m (180 ft)
- Envergadura enflechada: 32,23 m (110 ft)
- Altura: 14,10 m (46 ft)
- Peso vazio: 130 400 kg (287 000 lb)
- Peso bruto (carregado): 306 000 kg (675 000 lb)

Motorização
- Número de motores: 4x
- Tipo do motor: Turbojato
- Fabricante/modelo: General Electric GE4/J5P
- Empuxo por motor: 28 667 kgf (63 200 lbf) (281 kN)

Performance
- Velocidade de cruzeiro (Mach): 2.37 Ma
- Alcance: 7 871 km (4 890 mi)